# ریشه‌کنی بیماری‌های عفونی
ریشه‌کنی بیماری‌های عفونی به معنی به صفر رسیدن شیوع یک بیماری عفونی در جمعیت میزبان است.
تا به امروز ۲ بیماری عفونی با موفقیت ریشه‌کن شده‌اند: آبله در انسان و طاعون گاوی در نشخوارکنندگان. در حال حاضر نیز ۴ طرح مقابله با بیماری‌های انسانی در حال اجرا است از جمله فلج اطفال، یاز، پیوک (کرم گینه) و مالاریا. ۵ بیماری عفونی دیگر نیز تا آوریل ۲۰۰۸ توسط کارگروه بین‌المللی ریشه‌کنی بیماری‌های مرکز کارتر شناسایی شده‌اند که با فناوری امروز امکان ریشه‌کن کردن آنها وجود دارد: سرخک، اوریون، سرخجه، پیل‌پایی و سیستی‌سرکوزیس (کرم نواری خوک).
مفهوم ریشه‌کنی بیماری گاهی با حذف بیماری اشتباه گرفته می‌شود که به معنی کاهش شیوع یک بیماری عفونی در جمعیت یک منطقه به صفر، یا کاهش شیوع جهانی به میزانی ناچیز است. استفاده از اصطلاح «ریشه‌کنی» برای اشاره به حذف کامل یک بیماری‌زای خاص از بدن فرد (که تحت عنوان پاکسازی عفونت نیز شناخته می‌شود)، به‌ویژه در خصوص ویروس HIV و شماری از سایر ویروس‌های موجب بروز سردرگمی‌هایی در این زمینه شده‌است.
ریشه‌کن ساختن یک بیماری عفونی کار دشواری است و معیارهای بسیار محدودکننده‌ای باید رعایت شوند. ویژگی‌ها زیستی عامل بیماری و توانایی‌های فناورانه ما شانس ریشه‌کن ساختن یک بیماری را مشخص می‌کنند. بیماری‌زای هدف نباید مخزن غیرانسانی قابل‌توجهی داشته باشد (یا به انسان وابسته نباشد) یا در مورد بیماری‌های حیوانی، مخزن عفونت باید مانند طاعون گاوی تنها در یک گونه خاص قابل شناسایی باشد. این مسئله نیازمند درک کافی از چرخه زندگی و شیوه انتقال بیماریزا است. مداخله‌ای کارآمد و عملی (مانند واکسن یا آنتی‌بیوتیک‌ها) باید به منظور قطع چرخه انتقال در دسترس باشد. مطالعاتِ انجام‌شده روی سرخک در دوران پیش از واکسیناسیون به مفهومی تحت عنوان اندازه جامعه بحرانی منجر شد. اندازه جامعه بحرانی به معنی حداقل اندازه جمعیتی که در آن چرخه انتقال بیماریزا متوقف می‌شود. استفاده از طرح‌های واکسیناسیون پیش از آغاز کمپین ریشه‌کنی می‌تواند جمعیت آسیب‌پذیر را کاهش دهد. بیماری‌ای که به دنبال ریشه‌کن ساختن آن هستیم باید قابل شناسایی بوده و ابزار تشخیصی دقیقی برای آن وجود داشته باشد. ملاحظات اقتصادی و حمایت و تعهد اجتماعی و سیاسی عوامل تأثیرگذار دیگر بر ریشه‌کنی یک بیماری هستند.

## بیماری‌های ریشه‌کن شده
تا کنون، تنها ۲ بیماری با موفقیت ریشه کن شده‌اند: آبله که به‌طور خاص انسان را تحت تأثیر قرار می‌دهد و جنون گاوی که حیوانات اهلی (نشخوارکنندگان) را تحت تأثیر قرار می‌دهد.

### آبله
آبله اولین و (تا به اینجا) تنها بیماریِ انسانی است که با مداخله فعال ریشه‌کن شده‌است. آبله اولین بیماریِ دارای واکسن بود. ادوارد جنر در سال ۱۷۹۸ اثر محافظتی مایه‌کوبی (واکسیناسیون) انسان با ضایعات زخم‌های آبله گاوی نشان داد.
آبله (واریولا) در دو نوع بالینی مختلف مشاهده می‌شود: واریولای ماژور با نرخ مرگ و میر ۴۰ درصدی و واریولای مینور (تحت عنوان آلاستریم نیز شناخته می‌شود) با مرگ و میر کمتر از ۱ درصد. آخرین مورد واریولا ماژور در اکتبر ۱۹۷۵ در بنگلادش تشخیص داده شد. آخرین مورد طبیعی آبله (واریولای مینور) نیز در ۲۶ اکتبر ۱۹۷۷ در علی مائو مالین، در مرکای سومالی تشخیص داده شد. منبع بیماری نیز شیوع آن در کورتونواری بود.